# Guillaume Philibert Duhesme
Guillaume Philibert Duhesme (Mercurey, 7 luglio 1766 – Waterloo, 20 giugno 1815) è stato un generale francese attivo durante le guerre napoleoniche.

## Rivoluzione
Duhesme studiò legge e, nel 1792, fu nominato colonnello da Charles François Dumouriez. Come comandante a Roermond, difese Herstal, un importante passaggio per i Paesi Bassi, bruciando il ponte di Zoutleeuw dopo la sconfitta subita nella battaglia di Neerwinden del 18 marzo 1793. Attraversò quindi la Schelda, e nella battaglia di Villeneuve respinse la fanteria nemica (6 luglio), grazie a cui fu promosso a brigadiere generale.
Contribuì in modo decisivo alla vittoria di Fleurus del 26 luglio 1794 ed assediò Maastricht sotto la guida di Kléber, venendo poi promosso generale di divisione. Combatté in Vandea nel 1795, e poi sul Reno, dove riuscì ad attraversare il fiume il 20 aprile 1797 sotto Kehl. Nel 1798 gli fu assegnato un incarico in Italia sotto Jean Étienne Championnet, partecipando all'assedio di Napoli e conquistando Calabria e Puglia.
La conquista di Lucera nel 1799 fu segnata da un evento prodigioso. Duhesme cercò di trattare pacificamente con il popolo lucerino, affinché accettasse l'ingresso delle sue truppe, ma l'ufficiale di marina, Eugéne Petit venne ucciso e questo fece scaturire la rabbia dell'esercito, che decise di assaltare la città. Fu allora che la duchessa Maddalena Candida Mazzaccara fuoriuscì dalle mura della città in nome di Santa Maria Patrona e consegnò le chiavi della città al generale, che concesse alla città tre giorni di tregua, a patto che fossero uccisi gli attentatori. Allo scadere dei tre giorni, le porta della città vennero aperte e la duchessa accolse i francesi, seguita dal simulacro della Vergine, che venne esposto fuori porta Troia. Dehesme, nel vedere l'icona mariana, rimase scioccato, riconoscendola come "la Donna dal viso bruno e dagli occhi d'incisiva potenza, che quella notte gli era apparsa in sogno a dirgli che lasciasse salvo il suo popolo". Per questo, nonostante l'esercito fosse pronto ad intervenire militarmente, Duhesme decide di rinunciare ai bellicosi propositi, entrando in città acclamato dalla folla. A ricordo di tale evento prodigioso fu opposta una lapide sulla facciata di Porta Troia a Lucera.
Nel 1800 Duhesme guidò un corpo dell'esercito napoleonico nella campagna di Marengo. All'inizio comandava anche la divisione di Louis Boudet e Louis Henri Loison. Dopo una brillante campagna che comprese la conquista di Milano e di altre città, prese il comando anche delle divisioni di Loison, Lorge e Lapoype. Quando Napoleone combatté l'esercito austriaco di Michael von Melas presso Marengo, gli uomini di Duhesme difesero la valle del Po.

## Impero

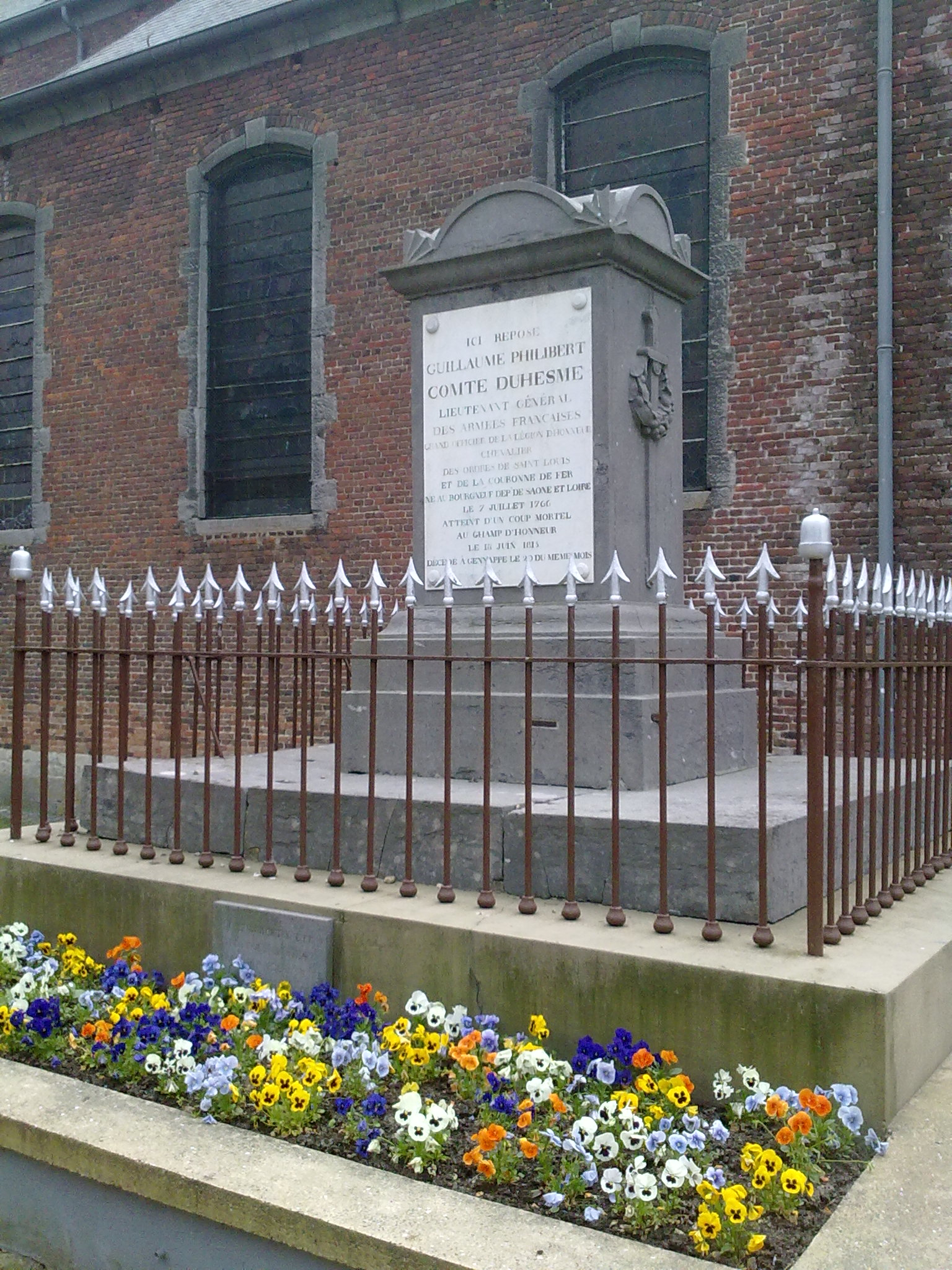
Tomba di Duhesme a Ways (Genappe, Belgio)

Duhesme fu nominato conte e cavaliere della Legion d'onore. Nel 1805 guidò la 4ª divisione dell'esercito italiano di Andrea Massena alla battaglia di Caldiero.
Nel 1806 partecipò alla conquista del Regno di Napoli ed in particolare condusse la lotta contro l'Insurrezione calabrese.
Nel 1808 guidò un gruppo nella sfortunata campagna di Spagna di Napoleone. Si distinse nella conquista di Barcellona. In seguito convinse il governatore spagnolo ad ammettere un convoglio di feriti francesi, ma i suoi granatieri completamente armati scesero dalle barelle conquistando il castello. In seguito difese la città da un assedio spagnolo. Nel 1810, dopo essere stato accusato dal maresciallo Augereau di aver permesso il saccheggio ed altre trasgressioni, cadde in disgrazia.
Nel 1813 fu reimpiegato come governatore della fortezza di Kehl. Comandò una divisione sotto il maresciallo Victor alla battaglia di La Rothière, alla battaglia di Montereau ed alla battaglia di Arcis-sur-Aube. Dopo la prima abdicazione di Napoleone nel 1814, divenne Ispettore Generale di Fanteria. Nel 1815 si unì a Napoleone dopo il suo ritorno dall'isola d'Elba, e fu nominato comandante di una divisione della guardia imperiale, combattendo a Ligny. Fu ferito mortalmente mentre cercava di difendere il villaggio di Plancenoit durante la battaglia di Waterloo, morendo il 20 giugno 1815.
Duhesme scrisse anche un famoso trattato intitolato Essai historique de l'infanterie légère (Lione 1806; 3. Aufl., Par. 1864)